# Netscape Composer
Pour les articles homonymes, voir Composer.
Netscape Composer était un ancien éditeur HTML WYSIWYG produit par l'entreprise Netscape Communications.